# Commune Veneciarum

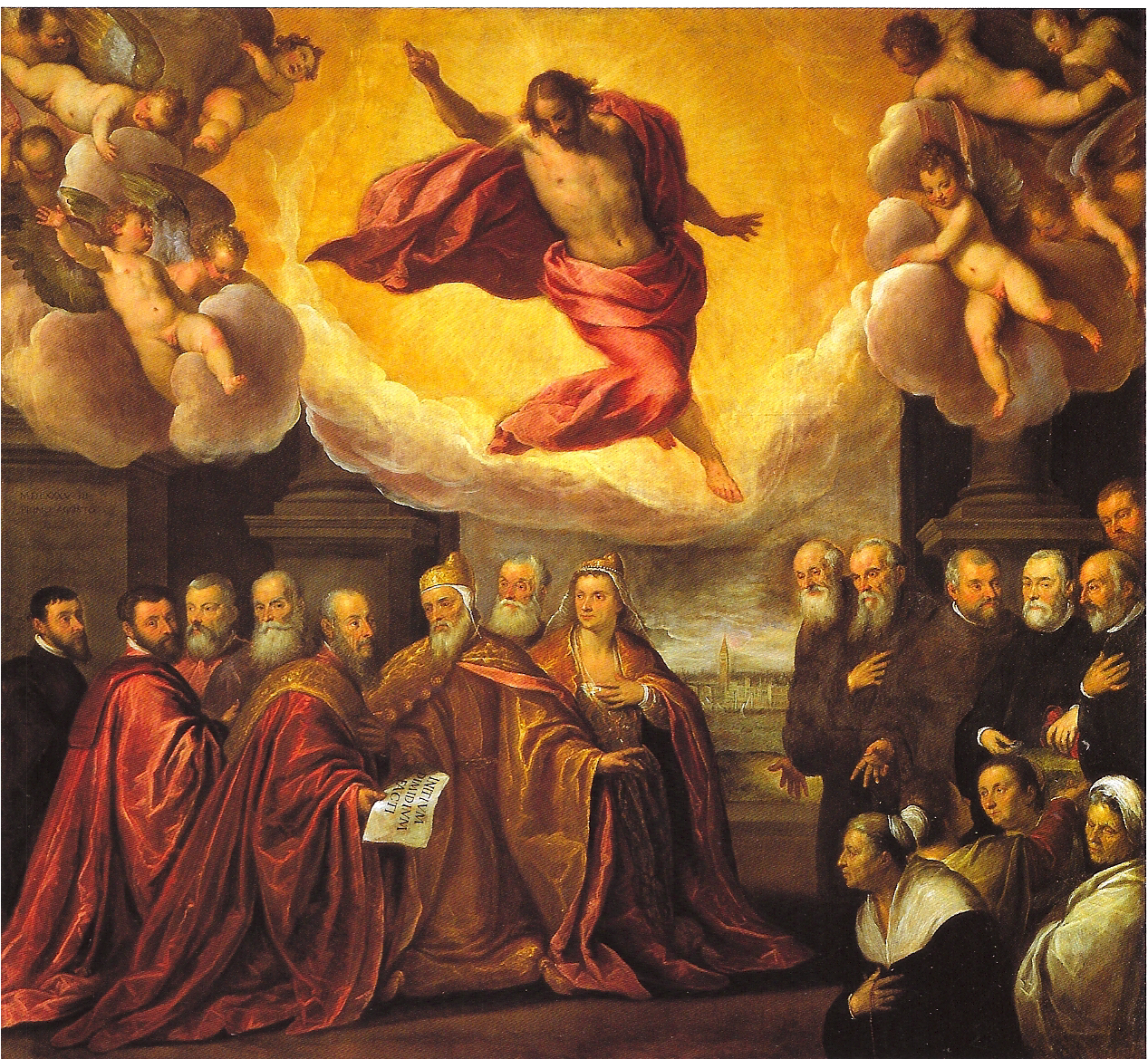
Il doge Renier Zen seguito dai sapientes durante il lascito all'oratorio dei Crociferi del 1268 in un dipinto del XVI secolo.

Il commune Veneciarum (in italiano: comune di Venezia) è l'insieme delle istituzioni comunali che tra il 1141 e il 1297 affiancarono il doge nell'esercizio del potere. All'istituzione dei sapientes nel 1141, nel 1172 seguì una grande riforma che istituì il Maggior Consiglio che perdurò invariato fino al 1297, quando con la Serrata del Maggior Consiglio furono incluse solo le maggiori famiglie patrizie.

## Contesto storico

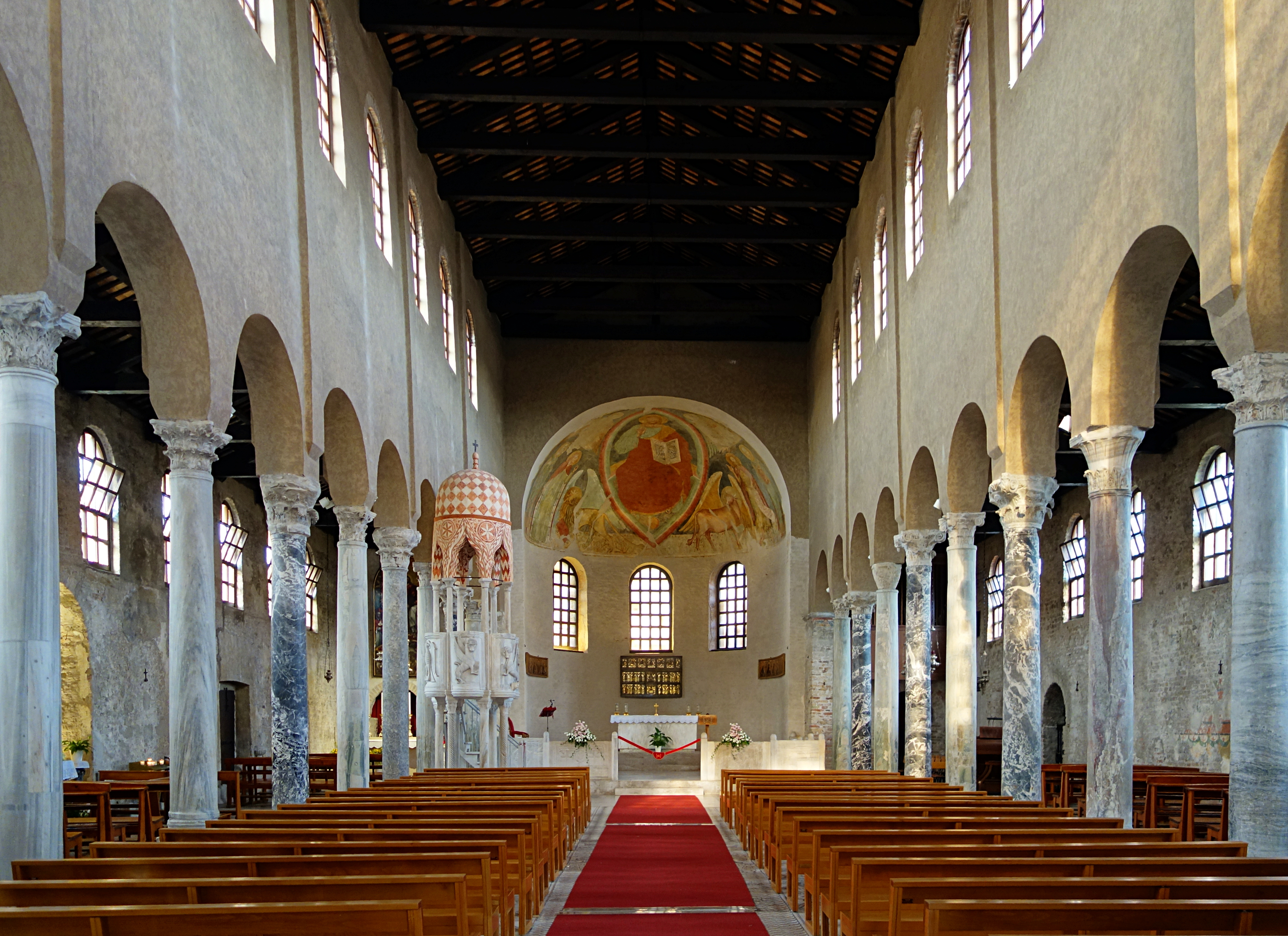
Interno della basilica di Sant'Eufemia, antica sede del patriarcato di Grado.

Con il progressivo allontanamento dall'Impero Bizantino, nel VII secolo Venezia iniziò ad esprimere un proprio sistema di governo. Al vertice si trovava il doge che pur avendo i poteri dei duchi coevi era soggetto all'elezione da parte dell'assemblea generale del popolo, la concio. Oltre al doge il governo della città era gestito anche da alcuni maggiorenti cittadini, prima indicati con il termine di primates e poi con la qualifica specifica di giudici, a partire dall'XI secolo iniziarono gradualmente a sostituire la concio, che iniziò a non essere più menzionata nei documenti riguardanti l'amministrazione della giustizia, la donazione di beni pubblici e i trattati con le potenze straniere. L'assemblea popolare della concio però continuò a mantenere la sua rilevanza anche nel secolo successivo, infatti in seguito all'abdicazione del doge Domenico Michiel approvò la nomina al soglio dogale di Pietro Polani, avvenuta nel 1130.
Dopo un inizio sereno il suo dogato affrontò le prime difficoltà quando i Normanni, guidati da Ruggero II, attaccarono l'isola bizantina di Corfù. Nel corso della guerra tra bizantini e normanni il doge si schierò in difesa dell'alleato bizantino, ma il suo intervento causò dei malumori in patria siccome il patriarca di Grado Enrico Dandolo era un convinto gregoriano e quindi condannava un'alleanza con i cristiani orientali. Nel 1147 il doge usò il pugno di ferro: esiliò il Dandolo e i suoi sostenitori e distrusse le case dei Badoer, suoi fedeli alleati. Il Dandolo reagì rivolgendosi a papa Eugenio III, che scomunicò il doge e lanciò l'interdetto su Venezia. Lo scontro con i Dandolo però ha origine anche dalla sofferenza della classe aristocratica dell'epoca, dato che talvolta i primates si trovavano ad essere addirittura meno influenti della concio nelle decisioni del doge, inoltre erano ormai da oltre sessant'anni che al dogato si alternavano solo tre famiglie: Falier, Michiel e Polani. Il clima di tensione che si era venuto a creare costrinse il doge Pietro Polani ad adottare delle misure per ridurre il potere dogale e fu così che nel 1141 il doge iniziò ad essere affiancato ufficialmente da due consiglieri, i sapientes.

## Storia

### 1141, la nascita delcommune Veneciarum
Con l'istituzione dei sapientes avvenuta nel 1141, nel 1143 nacque il consilum sapientum, una piccola assemblea aristocratica che avrebbe gettato le basi per la nascita del Consiglio dei Pregadi. Nel 1147 in riferimento al doge si includeva anche la presenza del commune Veneciarum, ovvero l'insieme di tutte le istituzioni comunali. Nell'elezione del 1148 il dove Domenico Morosini fu costretto per prima volta nella storia della Repubblica a recitare la promissione ducale, una formula che dichiarava la subordinazione del doge alle assemblee comunali. Con la nascita del commune Veneciarum il clero fu estromesso dalla gestione degli affari politici e il potere ducale diminuì progressivamente lasciando maggiore spazio di manovra alle famiglie del patriziato veneto. Il legame tra il doge e le famiglie aristocratiche si fece sempre più forte e stabile e da questo momento in poi la concio iniziò progressivamente a perdere il controllo sugli affari dello Stato.

### La riforma costituzionale del 1172
Come i suoi predecessori, nel 1155 Vitale II Michiel fu eletto per acclamazione a doge della Repubblica di Venezia. Il dogato di Vitale II si svolse in un clima di incertezza, dopo aver preso parte nel 1167 alla Lega Lombarda per difendersi dalle guerre d'Italia portate avanti Federico Barbarossa, nel 1171 Venezia si trovò costretta a iniziare una sanguinosa guerra contro l'Impero Bizantino guidato da Manuele I Comneno. Nel settembre del 1171 una volta raccolta la flotta Vitale II si diresse verso il Negroponte, dove il governatore bizantino presentò l'offerta di pace dell'Imperatore Manuele I, che nel frattempo aveva chiesto aiuto ai pisani e genovesi. Le tregua consentì a Manuele I di guadagnare tempo, la flotta veneziana si ritirò a Chio e con l'arrivo dell'inverno l'affollamento e le dure condizioni di vita sulle galee portarono alla diffusione del morbo tra gli equipaggi causando moltissime perdite e l'estinzione di diverse casate nobiliari. La colpa della strage fu interamente addossata al doge che, il 28 maggio 1172 mentre cercava rifugio nel monastero di San Zaccaria fu assassinato dai rivoltosi.
Con l'assassinio del doge le maggiori cariche del comune (per la maggior parte membri del patriziato) decisero di eseguire una serie di riforme per chiarire e stabilizzare la composizione e i poteri delle istituzioni comunali; prima della riforma infatti le assemblee potevano essere convocate a discrezione del doge e avevano un esiguo potere, inoltre l'elezione del doge avveniva in modo caotico e spesso l'assemblea popolare della concio ricorreva alla violenza per far valere le sue posizioni. Dopo circa sei mesi di lavoro si decise di nominare dodici elettori, due per sestriere, che a loro volta avrebbero nominato 40 cittadini che avrebbero costituito il Maggior consiglio, un'assemblea elettiva di 480 persone da rinnovare ogni anno il 29 settembre, giorno di San Michele. Il Maggior Consiglio, aveva lo scopo di redigere le leggi da proporre all'assemblea popolare della concio e di nominare le varie assemblee cittadine. La riforma più contestata però fu quella relativa all'elezione del doge che escludeva totalmente l'assemblea popolare e incaricava undici elettori scelti tra i membri del Maggior Consiglio, nella basilica di San Marco gli undici avrebbero eletto il doge a maggioranza di nove e poi avrebbero verificato il consenso popolare con la formula: «Questo è il vostro doge se vi piace», conferma che in poco tempo divenne una mera formalità. Con queste nuove leggi il 29 settembre 1172 fu eletto doge Sebastiano Ziani, uno dei numerosi promotori della riforma.

### Riforme successive
Nel 1179 l'elezione venne ulteriormente riformata, sorteggiando dai sette elettori quattro incaricati di nominare un collegio di quaranta uomini, la Quarantia, incaricati dell'effettiva scelta del nuovo Doge. Questi quaranta, esaurita la loro principale funzione, permanevano poi al governo come assemblea autonoma e tribunale supremo, entrando inoltre di diritto nel maggior Consiglio. Questo, poi, a partire dal 1197 stabilì che i membri del Minor consiglio dovessero necessariamente provenire dalle proprie file. Infine nel 1207 anche la nomina diretta dei membri del Maggior Consiglio venne sottratta alla Concio, e affidata a tre grandi elettori da questa scelti, poi elevati a sette nel 1230.
Nel 1229 venne creato inoltre creato il nuovo organismo del Consiglio dei Pregadi, un'assemblea ristretta per la trattazione delle questioni più delicate e urgenti, formata di uomini "pregati" di assistere il Doge nell'amministrazione dello stato. Per non rischiare però di assegnare troppo potere ai Pregadi, nel 1260 il Maggior consiglio stabilì di riservare a sé l'ultima parola su tutti gli affari di Slstato, definendo le decisioni dei Pregadi come sempre appellabili.
Nel 1268 viene definitivamente riformato il meccanismo di elezione ducale con un complesso succedersi di votazioni e ballottaggi a sorte anticipanti la scelta dei quarantuno elettori finali. Viene poi creata la magistratura dei Correttori o Promissori Ducali, addetti alla stesura e all'aggiornamento della formula di giuramento del Doge. Allo stesso tempo, per compensare una tassa sulle granaglie che aveva provocato tumulti in città, venne creata la figura del Cancellier Grande, supremo capo della burocrazia palatina, seconda in onore solo al Doge e di esclusivo appannaggio della classe dei cittadini.
Nel 1279 il senato, diventato sempre più il centro dell'amministrazione pubblica, viene ampliato con la creazione di una zonta, mentre la forma aristocratica del governo è rafforzata con l'esclusione dall'eleggibilità in maggior Consiglio degli uomini di nascita illegittima. Il processo è ormai maturo per una chiusura del corpo politico ad una sola classe di "nobili".

### La Serrata del Maggior Consiglio
La riforma del 1172 fu progressivamente modificata e l'elezione del Maggior Consiglio e l'elezione dei membri su affidata a un numero costantemente variabile di elettori che intervenivano anche più volte all'anno, integrando l'assemblea con nuovi membri e sostituendone altri. Ad esempio il 27 settembre 1293 solamente quattro elettori (due per ognuna delle metà di Venezia divise dal Canal Grande) elessero 100 membri che furono poi integrati con nuove elezioni a novembre, dicembre, febbraio e luglio, raggiungendo l'8 luglio 1294 un totale di 313 consiglieri. Le elezioni spesso erano soggette a brogli elettorali che solitamente favorivano le maggiori casate dell'epoca, ad esempio nella prima elezione del 1293 su 100 membri oltre un terzo appartenevano a sole tre famiglie, 18 erano dei Contarini, 11 dei Morosini e 10 dei Foscari.
Per rimediare ai difetti della riforma del 1172, il 5 ottobre 1286 i tre capi della Quarantia sottoposero al doge Giovanni Dandolo un testo di legge per riformare l'elezione del Maggior Consiglio. La proposta chiedeva di sottoporre all'approvazione del doge, del Minor Consiglio e della Quarantia, l'elezione di nuovi membri che non vantassero ascendenti paterni tra i membri del Maggior Consiglio, in questo modo si sarebbe conservato il patriziato e le famiglie più influenti avrebbero ridotto il loro potere, ma il doge respinse la proposta e il Maggior Consiglio votò di conseguenza con 82 contrari 48 favorevoli e 10 astenuti. Il 17 ottobre si era quindi avanzata una soluzione meno radicale, tre elettori scelti dal Maggior Consiglio a inizio aprile avrebbero scritto delle liste di nomi da approvare uno ad uno a maggioranza assoluta del doge, del Minor Consiglio e della Quarantia e poi altri tre elettori fino a San Michele avrebbero potuto proporre altri nomi, ma anche questa proposta fu respinta. Il 25 novembre 1289 fu eletto nuovo doge Pietro Gradenigo, primo della sua casata, che il 6 marzo 1296 propose una legge analoga alle precedenti per la riforma del Maggior Consiglio e dell'elezione del Doge, ma la legge fu nuovamente respinta.